# 瀬戸大橋フィッシャーマンズワーフ
瀬戸大橋フィッシャーマンズワーフ（せとおおはしフィッシャーマンズワーフ）は、香川県の与島にかつて存在した大型商業施設。

## 歴史

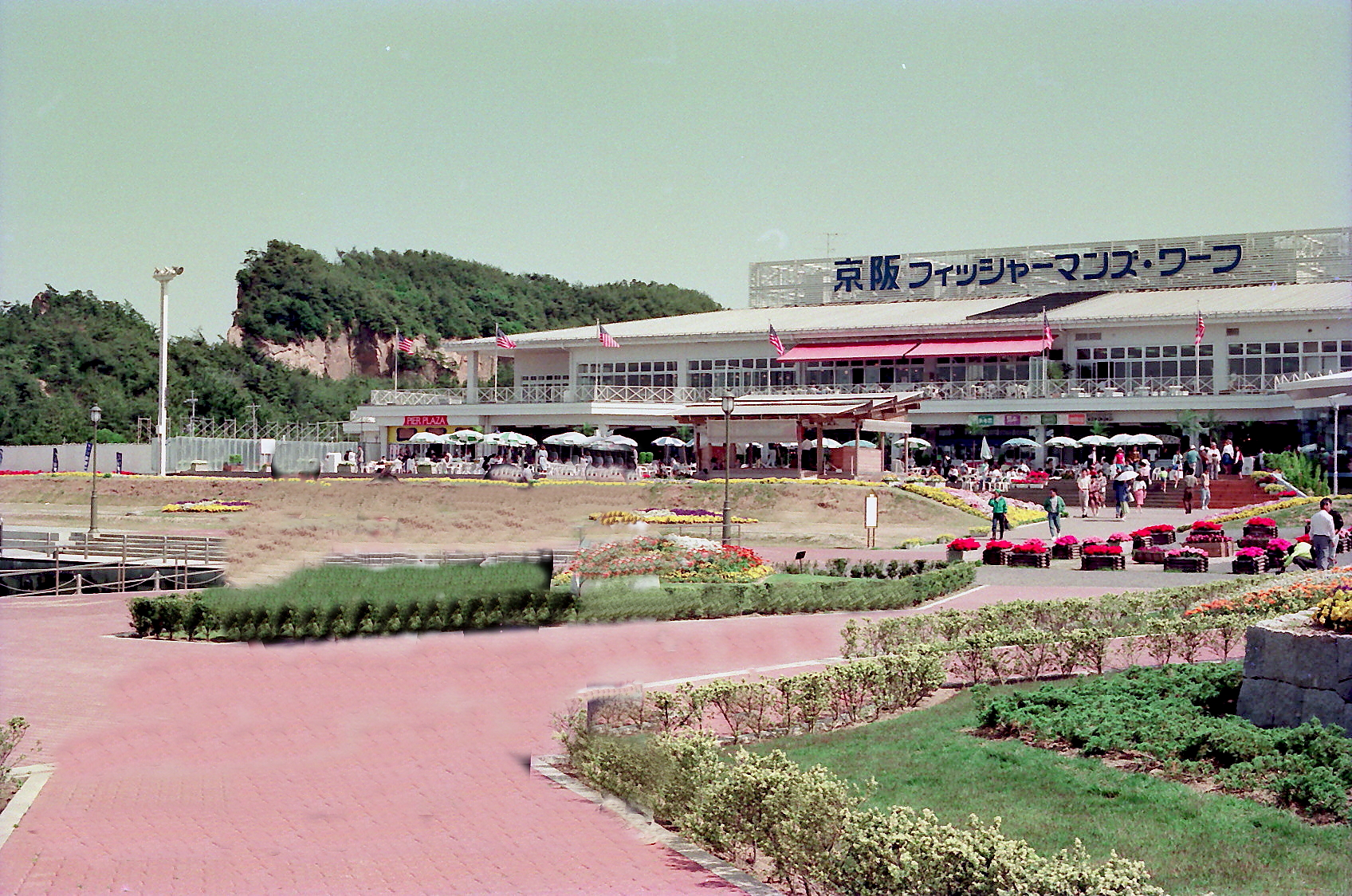
京阪フィッシャーマンズ・ワーフ時代

1988年4月の瀬戸大橋開通に伴い、両岸の岡山県や香川県で観光・商業・リゾート開発が相次いだ中で、京阪電気鉄道により「瀬戸大橋京阪フィッシャーマンズ・ワーフ」として開業した。飲食・物販に観光船を組み合わせた運営で、レストランは6店舗、総席数2000席を備えていた。
しかし観光客が減少。その後2003年4月、鳥取市の八幡建設が京阪電気鉄道から買い取り、瀬戸大橋フィッシャーマンズ・ワーフとして再オープン。
八幡建設グループへの移行後は、温室庭園や足湯をオープンするも、入園者数は思うように増えず、2008年11月末に両施設は閉鎖。その後2011年11月末に全面閉鎖され、2013年に解体された。